# Communauté de communes du Pays de Mirepoix
La communauté de communes du Pays de Mirepoix est une communauté de communes française, située dans le département de l'Ariège et la région Occitanie.

## Histoire
La CCPM est créée le 6 décembre 1994 autour des 14 communes de Camon, Dun, Lagarde, Léran, Le Peyrat, Limbrassac, Manses, Mirepoix, Pradettes, Roumengoux, Sainte-Foi, Saint-Julien-de-Gras-Capou, Saint Quentin-la-Tour et Tourtrol. Entre 1996 et 2013, elle accueille progressivement onze nouvelles communes. En 2014, elle fusionne avec la communauté de communes de la moyenne vallée de l'Hers, et atteint le seuil de 33 communes. 

## Composition
La communauté de communes est composée des 33 communes suivantes :

| Nom                        | Code Insee | Gentilé         | Superficie (km2) | Population (dernière pop. légale) | Densité (hab./km2) |
| -------------------------- | ---------- | --------------- | ---------------- | --------------------------------- | ------------------ |
| Mirepoix (siège)           | 09194      | Mirapiciens     | 47,28            | 3 106 (2022)                      | 66                 |
| Aigues-Vives               | 09002      | Aigues-Vivois   | 5,16             | 631 (2022)                        | 122                |
| La Bastide-de-Bousignac    | 09039      | Bousignacois    | 12,53            | 336 (2022)                        | 27                 |
| La Bastide-sur-l'Hers      | 09043      | Bastidhersois   | 4,77             | 676 (2022)                        | 142                |
| Belloc                     | 09048      | Bellociens      | 9,54             | 84 (2022)                         | 8,8                |
| Besset                     | 09052      | Bessetois       | 8,13             | 165 (2022)                        | 20                 |
| Camon                      | 09074      | Camonais        | 10,25            | 152 (2022)                        | 15                 |
| Cazals-des-Baylès          | 09089      | Cazalois        | 4,71             | 56 (2022)                         | 12                 |
| Coutens                    | 09102      | Coutenois       | 4,19             | 179 (2022)                        | 43                 |
| Dun                        | 09107      | Dunois          | 41,41            | 650 (2022)                        | 16                 |
| Esclagne                   | 09115      | Esclagnois      | 3,52             | 121 (2022)                        | 34                 |
| Lagarde                    | 09150      | Lagardais       | 11,93            | 210 (2022)                        | 18                 |
| Lapenne                    | 09153      | Lapennois       | 21,57            | 120 (2022)                        | 5,6                |
| Léran                      | 09161      | Léranais        | 11,92            | 616 (2022)                        | 52                 |
| Limbrassac                 | 09169      | Limbrassacois   | 12,42            | 119 (2022)                        | 9,6                |
| Malegoude                  | 09178      | Malegoudiens    | 6,14             | 37 (2022)                         | 6                  |
| Manses                     | 09180      | Mansois         | 15,36            | 128 (2022)                        | 8,3                |
| Montbel                    | 09200      | Montbellois     | 17,36            | 93 (2022)                         | 5,4                |
| Moulin-Neuf                | 09213      | Moulinoviens    | 2,62             | 235 (2022)                        | 90                 |
| Le Peyrat                  | 09229      | Peyratiens      | 6,13             | 496 (2022)                        | 81                 |
| Pradettes                  | 09233      | Pradettois      | 3,52             | 44 (2022)                         | 12                 |
| Régat                      | 09243      | Régatois        | 2,16             | 94 (2022)                         | 44                 |
| Rieucros                   | 09244      | Rieucrosains    | 5,57             | 720 (2022)                        | 129                |
| Roumengoux                 | 09251      | Roumengosiens   | 6,87             | 169 (2022)                        | 25                 |
| Saint-Félix-de-Tournegat   | 09259      | Saint-Félixans  | 10,51            | 152 (2022)                        | 14                 |
| Saint-Julien-de-Gras-Capou | 09266      | Saint-Julianois | 6,14             | 83 (2022)                         | 14                 |
| Saint-Quentin-la-Tour      | 09274      | Saint-          | 9,02             | 320 (2022)                        | 35                 |
| Sainte-Foi                 | 09260      | Fidésiens       | 2,41             | 30 (2022)                         | 12                 |
| Teilhet                    | 09309      | Teilhétois      | 8,96             | 162 (2022)                        | 18                 |
| Tourtrol                   | 09314      | Tourtroléens    | 4,97             | 247 (2022)                        | 50                 |
| Troye-d'Ariège             | 09316      | Troyens         | 8,15             | 110 (2022)                        | 13                 |
| Vals                       | 09323      | Valséens        | 4,13             | 87 (2022)                         | 21                 |
| Viviès                     | 09341      | Viviésois       | 4,4              | 156 (2022)                        | 35                 |

## Démographie
| 2013   | 2019   |
| ------ | ------ |
| 10 297 | 10 512 |

## Informations générales
- Superficie: 6.83 % du département de l'Ariège.
- Population: 6.81 % du département de l'Ariège.
- 1 canton concerné : canton de Mirepoix
- 1 ville de plus de 2 000 habitants : Mirepoix

## Élus

### Mandat 2020-2026
- Président : Alain Toméo, maire de Saint-Quentin-la-Tour
- 1re Vice-Président : Xavier Caux, maire de Mirepoix
- 2e Vice-Présidente : Simone Verdier, maire de Manses
- 3e Vice-Présidente : Dominique Brette, adjointe au maire de Viviès
- 4e Vice-Président : André Roques, maire de Rieucros
- 5e Vice-Président : Francis Bonnet, maire de Pradettes
- 6e Vice-Président : Stéphane Bourdoncle, adjoint au maire de Mirepoix

### Mandat 2014-2020
- Président : M. Jean-Jacques Michau, maire de Moulin-Neuf
- 1re Vice-Présidente : Mme Nicole Quillien, maire de Mirepoix
- 2e Vice-Président : Mme Simone Verdier, maire de Manses
- 3e Vice-Président : M. Rolland Sanchez, maire de Roumengoux
- 4e Vice-Présidente : M. Henri Barrou, maire de Léran
- 5e Vice-Président : M. Christian Cibiel, adjoint au maire de Mirepoix
- 6e Vice-Président : M. Alain Palmade, maire de Dun
- 7e Vice-Président : Mme Dominique Brette, adjointe au maire de Viviès
- 8e Vice-Président : M. Alain Toméo, maire de Saint-Quentin-la-Tour

## Compétences
- Aménagement de l’espace communautaire

- Actions de développement économique
- Développement touristique

- Elimination et valorisation des déchets des ménages et déchets assimilés

- Politique du logement social d’intérêt communautaire et actions en faveur du logement des personnes défavorisées

- Aide aux communes

- Protection de l’environnement

- Cadre de vie
- Voirie

- Développement social

- Petite enfance - Enfance - Jeunesse

- Développement culturel et animations

- Transports

## Pour approfondir